# Tatra KT4
Tatra KT4 (från "kloubová tramvaj 4", fyraxlig ledspårvagn) är en ledad spårvagnsmodell med fyra axlar, som utvecklades av ČKD Tatra och byggdes 1975–1991. De är avpassade för spårnät med snäva kursradier och skarpa stigningar.
KT4 byggdes i 1.767 exemplar och köptes framför allt av östeuropeiska spårvägsbolag fram till 1990-talet. De blev vanliga i tyska städer som Potsdam, Cottbus, Erfurt, Frankfurt an der Oder, Gera, Görlitz, Gotha, Brandenburg, Leipzig, Plauen, Zwickau och Berlin. Av 1074 levererade spårvagnar till Tyskland köpte Östberlin 1976–1988 574 enheter.
År 1991 avslutades produktionen, men återupptogs för tillverkning av ett tjugotal spårvagnar till Belgrad under år 1997. Norrköping köpte 2011 in begagnade Tatraspårvagnar från Berlin som rullade i trafik 2011-2012 i väntan på leveransen av A34.
KT4 har moderniserats genom tillägg av en låggolv-mellandel till KT6T och KTNF8, vilka satts i trafik i Cottbus, Schöneiche-Rüdersdorf och Gera i Tyskland samt i Tallinn i Estland.

## Leveranser
|          | Stad                     | Års     | Antal |
| -------- | ------------------------ | ------- | ----- |
| Serbien  | Belgrad                  | 1980–97 | 220   |
| Tyskland | Berlin                   | 1976–88 | 574   |
| Tyskland | Brandenburg an der Havel | 1979–83 | 16    |
| Tyskland | Cottbus                  | 1978–90 | 65    |
| Tyskland | Erfurt                   | 1976–90 | 156   |
| Ukraina  | Eupatoria                | 1987–90 | 18    |
| Tyskland | Frankfurt an der Oder    | 1987–90 | 34    |
| Tyskland | Gera                     | 1978–90 | 60    |
| Tyskland | Görlitz                  | 1987–90 | 11    |
| Tyskland | Gotha                    | 1981–82 | 6     |
| Ryssland | Kaliningrad              | 1987–90 | 30    |
| Tyskland | Leipzig                  | 1976    | 8     |
| Lettland | Liepāja                  | 1983–88 | 22    |
| Ukraina  | Lviv                     | 1976–88 | 145   |
| Ryssland | Pjatigorsk               | 1988–90 | 25    |
| Tyskland | Plauen                   | 1976–88 | 45    |
| Tyskland | Potsdam                  | 1974–87 | 45    |
| Estland  | Tallinn                  | 1980–88 | 74    |
| Ukraina  | Vinnytsia                | 1980–90 | 81    |
| Kroatien | Zagreb                   | 1985–86 | 51    |
| Ukraina  | Zjytomyr                 | 1981–88 | 20    |
| Tyskland | Zwickau                  | 1987–88 | 22    |
| Summa:   | Summa:                   | Summa:  | 1748  |

## Fotogalleri

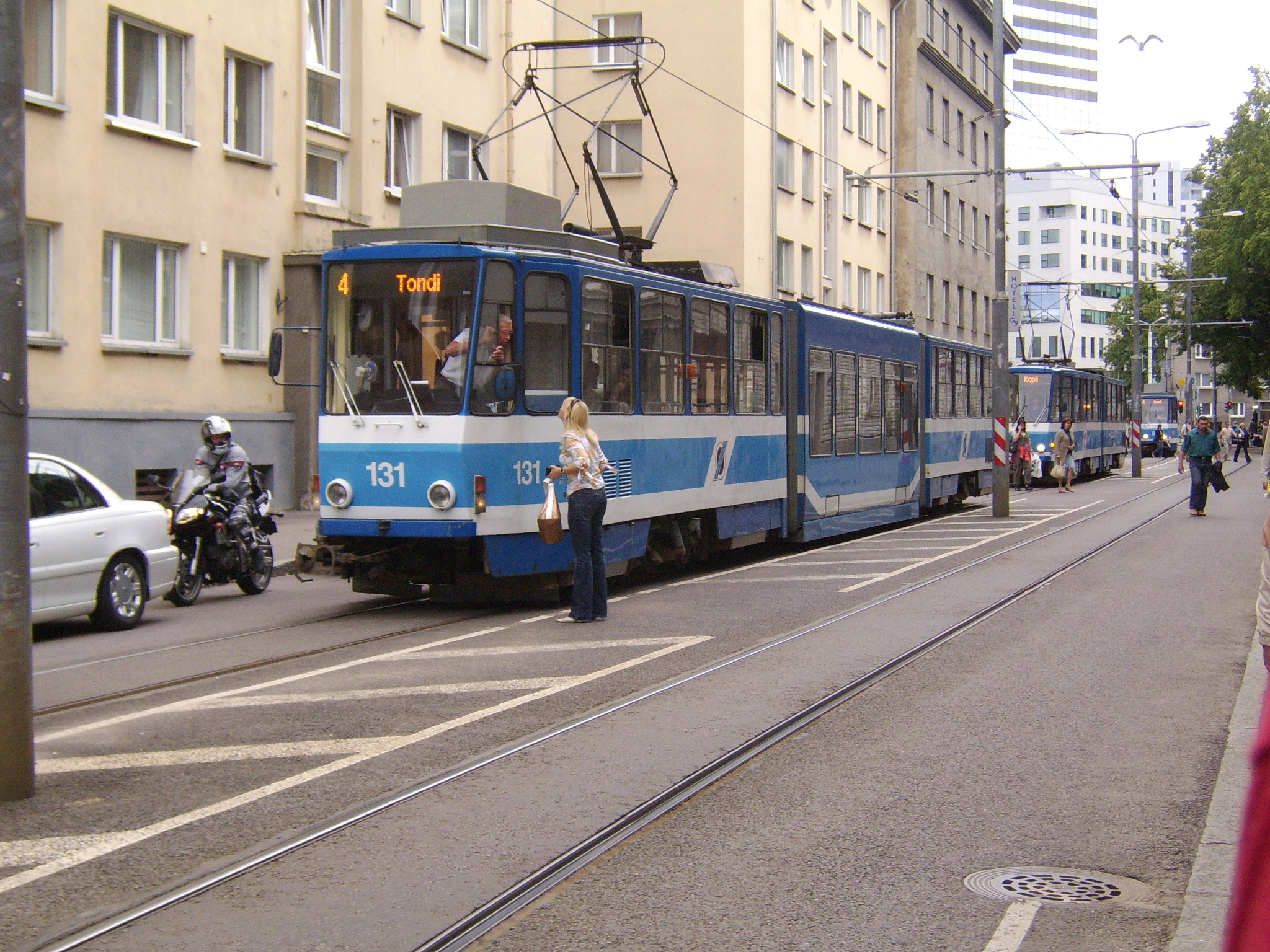
Spårvagn med tillbyggd låggolvsmellandel (KT6T) i Tallinn i Estland
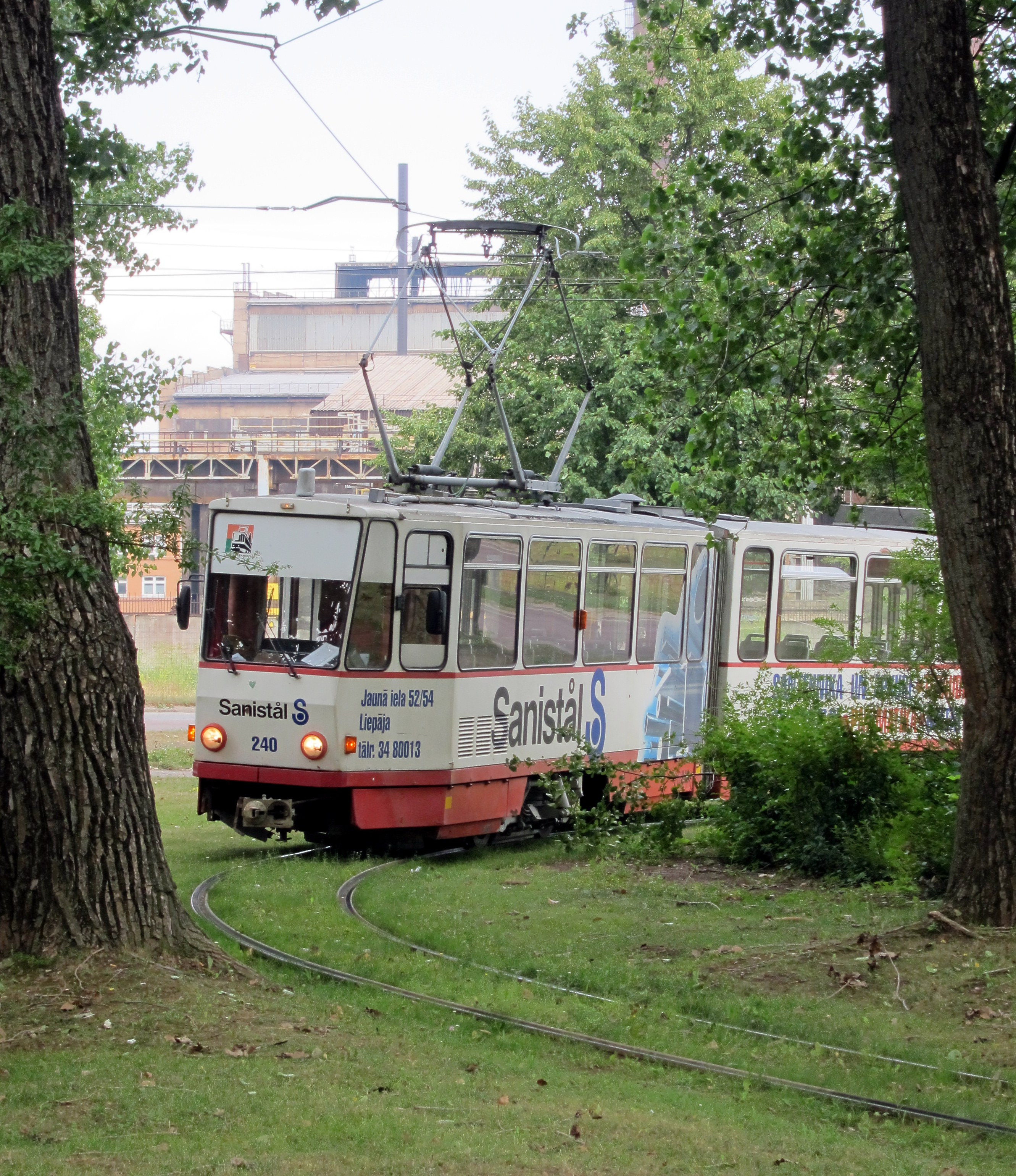
Spårvagn i Liepāja i Lettland
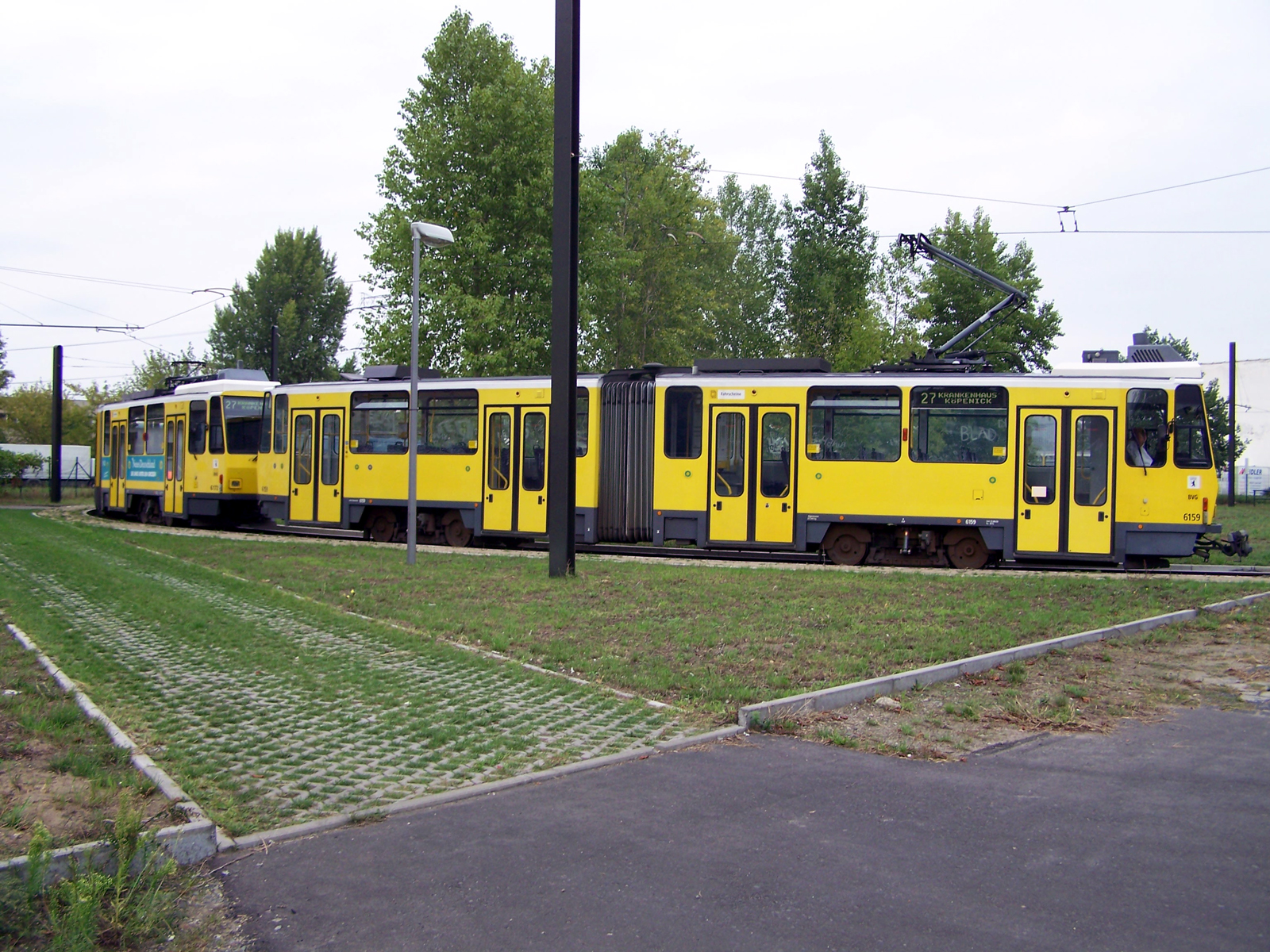
Moderniserad KT4 i Berlin